# سوائل الشطيري (المفلحي)

تعديل مصدري - تعديل

سوائل الشطيري هي إحدى قرى عزلة المفلحي بمديرية المفلحي التابعة لمحافظة لحج، بلغ تعداد سكانها 97 نسمة حسب تعداد اليمن لعام 2004.